# 프세우도트리코노돈
프세우도트리코노돈(Pseudotriconodon)은 트라이아스기 후기 미국 및 유럽에서 발견된 키노돈트이다. 모식종인 프세우도트리코노돈 와일디(Pseudotriconodon wildi)는 프랑스에서, 프세우도프리코노돈 차테르지이(Pseudotriconodon chatterjeei)는 미국의 뉴멕시코주에서 발견되었다. 벨기에와 룩셈부르크에서 발견된 화석도 있으나, 그 화석이 프세우도트리코노돈의 화석인지는 불분명하다.